# 仙台市交通局2000系電車
仙台市交通局2000系電車（せんだいしこうつうきょく2000けいでんしゃ）は、仙台市交通局が仙台市地下鉄の東西線用に導入した通勤形電車。

## 概要
2015年12月6日に開業した仙台市地下鉄東西線の運用車両である。トンネルの断面積が南北線と比べて2/3程度と小さく、小曲線半径や急勾配の区間を擁する路線であるミニ地下鉄であるため、駆動方式は鉄輪式リニアモーターを採用している。運転方式はATO（自動列車運転装置）によるワンマン運転での自動運転となり、駅では、車両のドアとホームに設置されたホームドアの両方の開閉制御が行われる。

## 車両デザイン
東西線としてのデザインの理念や方向性を示すために策定された「東西線デザインガイドライン」における「杜の都仙台にふさわしい東西線としての個性を表現」と｢身近な乗り物として、地域の人に親まれる」デザインを具体化した「自然との調和し伊達の歴史を未来へつなぐデザイン」という車両デザインコンセプトを基に、仙台市内の高校生によるワークショップ等を経て、2012年（平成24年）11月13日に仙台市が車両デザインを決定している。
先頭車の前面は、伊達政宗の兜の前立てをイメージした三日月のラインを鏡面仕上げとして配置しており、それを境に上部を平面、下部を曲面とすることにより、前面の表情に変化を与えている。側面上部は、空・川・海を表す青色のヘアラインを、側面中部の窓と扉の間は、仙台市をながれる広瀬川の水を表す「青」、杜の都の「緑」、街のにぎわいや人のあたたかさを表す「黄色」と「オレンジ」をドット状にランダムな順序で配置。このうち、片側の「黄色」と「オレンジ」の数は東西線の駅の数と同じ13個となっており、駅の数だけにぎわいがあることを表している。

## 客室内
南北線と比較して車両が小さくなることに配慮し、中吊り広告スペースを設けず、車内空間の確保を目的に荷棚を従来より腰掛中央の2席分の上部のみに削減した他、窓を固定式にすることで壁を薄くした。そのため、車体外形では南北線より3割ほど小さくなっているが、客室内は2割ほどの縮小に抑えられている。各乗降口の上部には、扉開閉ランプとドアチャイムのほか、乗降扉右側に17インチワイド液晶モニター（LCD）による車内案内表示器を設置しており、行先と次駅の案内を日・英・韓・中の4ヶ国語で表示するとともに、ピクトグラムによりエレベーターやエスカレーターなどの駅の設備の位置をアニメーション表示する。表示器は各扉の左側に1つずつ増設が可能となっている。
乗降ドアには1000系と同様、楕円形の窓が採用された。ただし、本形式では複層ガラスとなっている。
全車には、車椅子・ベビーカースペースが設置されており、設置された固定ベルトによって車椅子を固定することができるほか、縦すりが入った2段式の手すりが設置されている。座席は片持ち支持方式とし、ドア間の6人掛けと車端部の4人掛けとしている。座席モケットは一般席を伊達家の軍旗の色であった青系を基調とし、優先席を赤紫として、七夕飾りの吹流しをイメージしたアクセントカラーを配置している。車内天井には冷房装置2基と補助送風機（ラインデリア）を設置しており、枕木と並行の横縞模様のルーバ状のデザインとし、客室化粧板は、車端面と乗務員室の仕切り面はブラウン系、車内側面は膨張色である白系（クリーム色）とすることで空間を広く見せる工夫が施されている。室内照明はLED照明とし、環境負荷の低減を図っており、窓がすべて固定式のため強制換気装置を設置している。

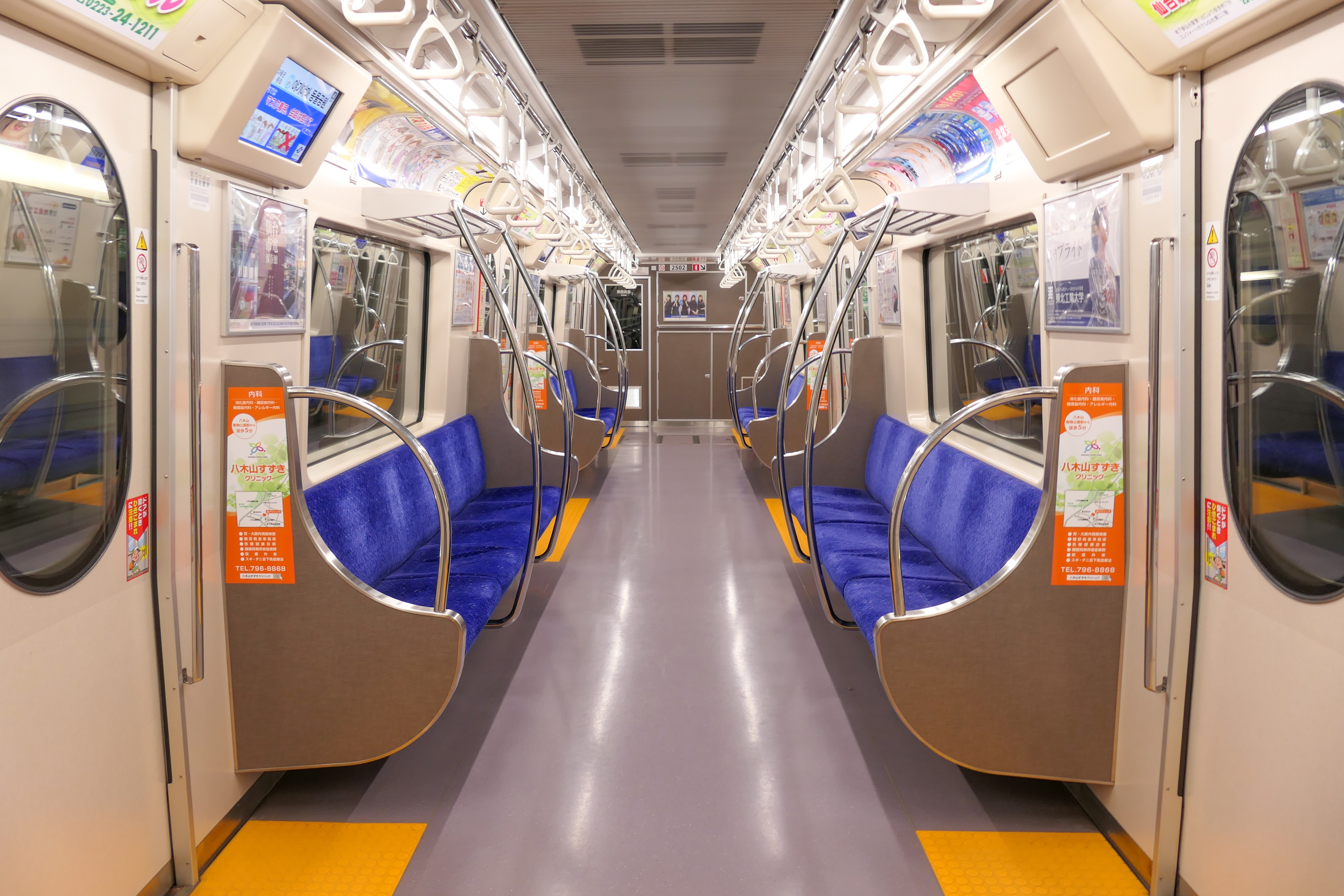
車内
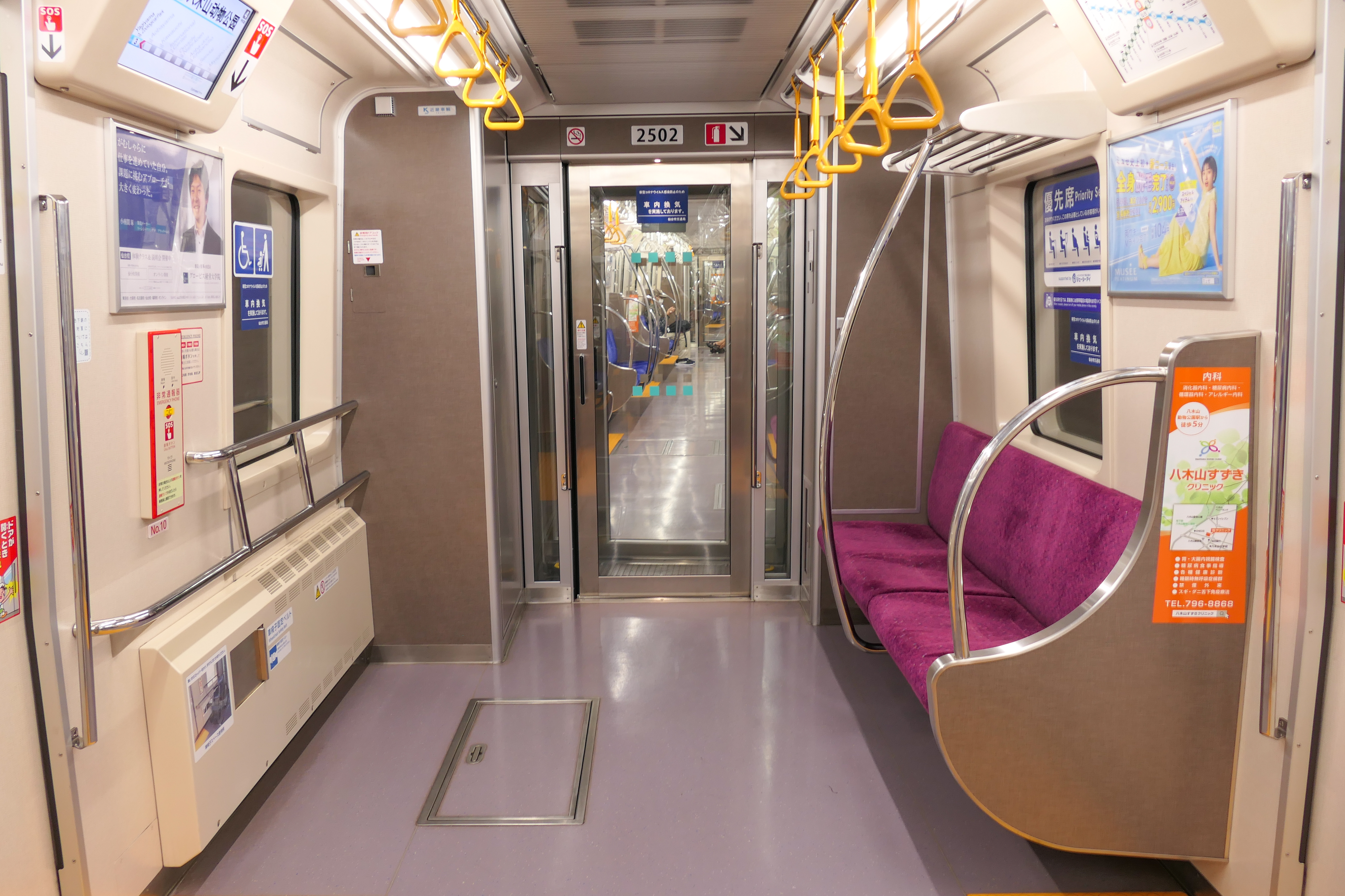
車椅子・ベビーカースペース
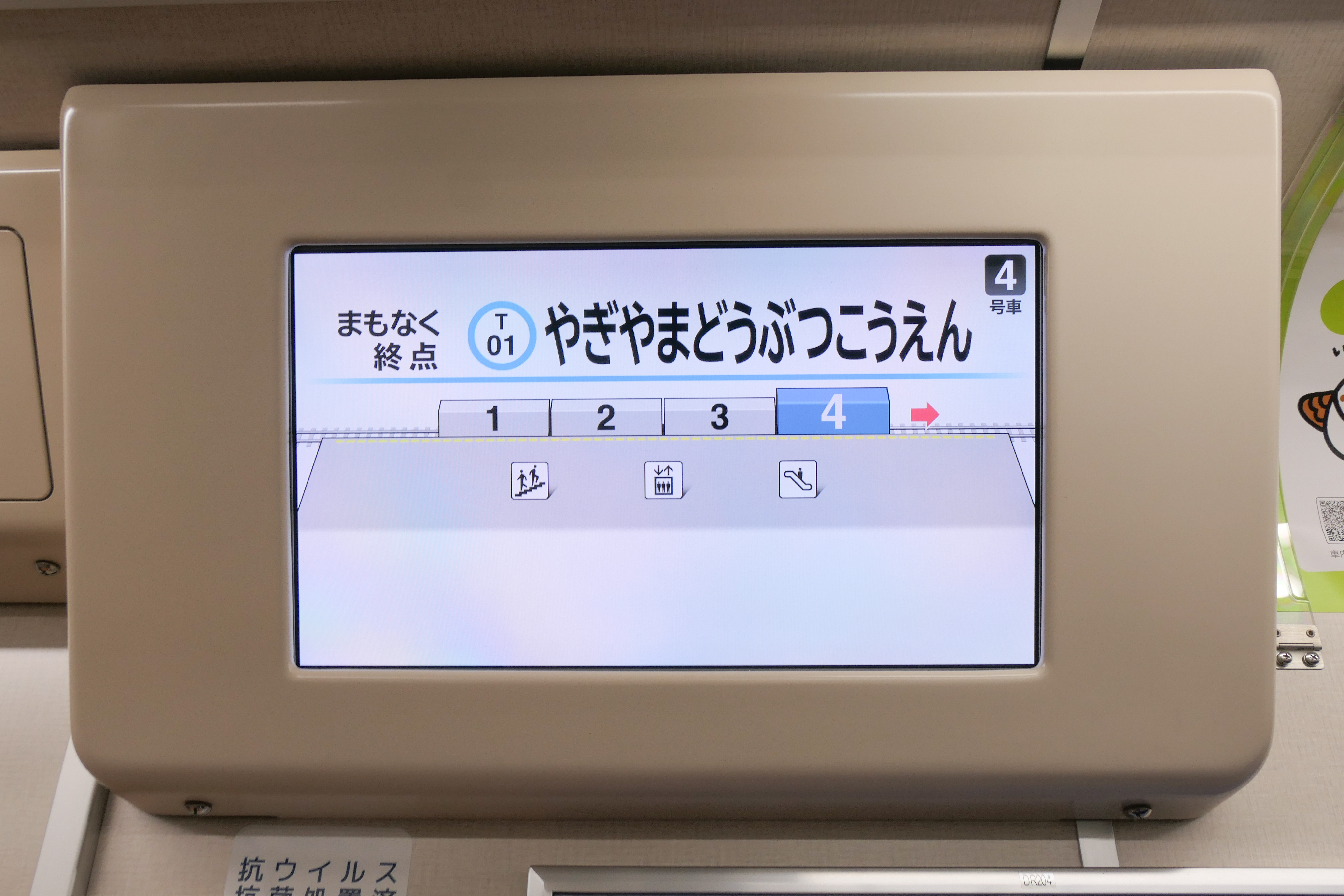
乗降扉脇に設置された17インチワイドの液晶式案内表示器

## 構造と性能
16m級片側3扉車の4両編成の鉄輪式リニアモーター車両である。最高運転速度は70km/hとしており、将来の5両化の際には2号車（M1）と3号車（M2）の間に電動車（M3）を連結して追加することが可能である。車体は耐食アルミニウム合金製のダブルスキン構造であるが、形材の接合にはレーザMIGハイブリッド溶接と呼ばれる近畿車輛独自の溶接方式を採用している。車体の表面をアルミ合金の地肌色を生かした無塗装ヘアライン仕上げとし、シールによりカラーリングすることで維持管理での塗装工程を無くし環境負荷の低減を図っている。車両の断面積は南北線の1000系と比べて3割程度小さくなっているが、車内空間は2割程度の縮小にとどめており、快適性を確保している。車両前面の前部標識灯は上部に、後部標識灯は下部に取付けられており、両者ともLED照明としている。また、車椅子の人が介助なしでも乗降可能なようにホームと車両床面の段差は1cmとし、ホームと車体との間の隙間は、ホーム側に可とう性があるゴム板を設置して2-3cm内に留めている。

### 主要機器
1号車の荒井方の制御電動車で、集電装置（シングルアーム式）と補助電源装置（SIV）と空気圧縮機(CP)を搭載した2100形、2号車での電動車で制御装置（VVVFインバータ装置）と蓄電池(BT)を搭載した2200形、3号車での電動車で制御装置と蓄電池を搭載した2400形、4号車の八木山動物公園方の制御電動車で集電装置と補助電源装置と空気圧縮機を搭載した2500形がある。すべての車両が電動車であり、各台車の下部にリニアモータを搭載している。
保安装置はATC（自動列車制御装置）とATO（自動列車運転装置）を装備しており、この2つを一体化した装置を1号車に、ATC装置のみを4号車に搭載している。また、列車内の主要機器の制御と監視を集中的に行う車両情報管理装置（TIS）を搭載しており、運転台からの力行・ブレーキ指令や後述する液晶式の表示装置からの空調の指令などを行う制御機能、機器の動作状況の監視や異常時での記録やさまざまな異常状態に応じた処置の案内を行うモニター機能、主要機器の全般検査または重要部検査レベルの検査を車上で試験が可能な車上検査機能を有している。

### 電源・制御機器
制御装置は自己保護機能付きのIGBT素子による2レベル電圧形PWM制御インバータ制御であり、各台車に搭載されたリニアモータ2台を1基のVVVFインバータで制御する1群(1C2M)構成とし、それを2群搭載した制御装置により制御する。異常時には群単位での開放が可能としており、手動運転時には運転台に設けられた定速ボタンを扱うことで、定速運転制御を行うことができる。
主電動機は車上1次片側式三相リニア誘導電動機が採用されており、1時間定格出力は135kWである。地上側のレールの間に敷設されたリアクションプレートはアルミ製とし、リニアモータとリアクションプレートの標準空隙（ギャップ）は12mmとしている。また、リアクションプレート上の異物を排除できるように車端側に排障器を装備されており、先頭車の先頭側のリニアモータの排障器には、冬季の積雪を排除することを考慮してリニアモータ全幅をカバーできる大形ものを装備している。
補助電源装置は定格容量120kVAの静止形インバータ(SIV)で、先頭車に各1台搭載しており、1台が故障した時には受給電装置により故障側に延長給電する。出力電圧は三相交流200Vと直流100Vで、中間車に搭載された変圧器により交流100Vも供給している。
ブレーキ方式は、回生ブレーキ併用応荷重付き電気指令式空気ブレーキを採用しており、常用ブレーキにおいては回生ブレーキを優先して不足分のみを空気ブレーキで補足する（遅れ込め制御）。また、リニア地下鉄の回生ブレーキが車輪を使用しない非粘着ブレーキである特性を活かすため、非常ブレーキの一部を回生ブレーキが負担することで空気ブレーキの負担を抑えている。また、各車両にはブレーキコントロールユニットとWEPR電空変換中継弁を装備しており、運転室からのブレーキ指令と乗車率を元に必要なブレーキ力を演算するとともに台車単位でのブレーキ制御を行うことで応答性を向上させている。

### 台車
他のリニア路線で実績のある構造を基本としながら、東西線の特徴である急曲線と急勾配に対応するため、曲線通過性能と基礎ブレーキの向上を図った、リニアモータ駆動方式によるボギ－角連動リンク式操舵機構ボルスタ付き空気ばね台車のSC102形動力台車を採用している。これは、曲線通過性能の向上させる目的で国内のリニア地下鉄では初となるリンク式操舵台車であり、台車枠の上部に装備されたボルスタ（枕梁）は、車体下部の台枠の枕梁部分とは枕ばね（空気ばね）を介して、車体下部側面の台枠の側梁部分とはボルスタアンカを介して、前後に配置された輪軸とはリンク機構と軸箱を介してそれぞれ連結されている。曲線区間では、車体と台車の間で相対的なボギー変位が発生し、その変位をてこの原理を使用したリンク機構により輪軸に伝達され、曲線内側の車軸の軸距を短く、曲線外側の車軸の軸距を長くして、車輪をレール方向に沿わせることにより、車輪のアタック角を低減する。これにより、横圧の低減、車輪摩耗の低減による保守性の向上、きしり音などの騒音低減による車内快適性の向上を図っている。
基礎ブレーキは、車軸に2枚のディスクブレーキを装備することでブレーキ力の向上を図り、57‰の勾配でも基礎ブレーキにより停止することができる。また、微小流量域を持つ空気ばねの自動高さ調整弁と左右の空気ばねの圧力差を調整する差圧弁に応荷重機能を付けたことにより、カントの逓減部での輪重変動を抑制している。
車輪は円弧踏面の片側ゴムサンド式防音車輪を採用しており、防音効果と車輪寿命の両立を図っている。

### 運転台
ワンマン運転と駅での島式ホームに対応するため、進行方向の右側に配置し、右側にワンハンドルマスコンとATO出発押しボタンを、左側にレバーザ・列車無線・放送装置の操作器を配置している。正面には液晶式の表示装置を2面を設置（グラスコックピット）しており、右側には、ATCの車内信号式速度計・ブレーキシリンダ圧･ATO時の力行ノッチの表示を、左側には、各装置の稼動状況・故障情報の表示・タッチパネル操作による各装置への動作指令機能をそれぞれ行うことができる。また、片側の表示装置が故障しても、もう片側の表示装置に両画面の情報を表示できるバックアップ機能を有している。

## 沿革
2013年（平成25年）9月、第1編成の製造を開始し、2014年（平成26年）9月18日に落成。9月27日に大阪港から仙台港に到着し、29日より荒井車両基地へ搬入開始。10月15日には報道機関向けに車両を公開。10月18日には市民向けの車両内覧会が開催され、10月20日より性能試験を開始した。
2015年7月14日、最終車両が車両基地内へ搬入され、全15編成（60両）が揃った。

## 形式
|          | ← 荒井八木山動物公園 → |              |              |              |
| 形式     | 2100形                 | 2200形       | 2400形       | 2500形       |
| 車両番号 | 2101 ： 2115           | 2201 ： 2215 | 2401 ： 2415 | 2501 ： 2515 |

2100形 (Mc1)
荒井方の制御電動車。車体前位に運転台を備え、補助電源装置、空気圧縮機、集電装置などを搭載する。
2500形 (Mc2)
八木山動物公園方の制御電動車。車体前位に運転台を備え、補助電源装置、空気圧縮機、集電装置などを搭載する。
2200形 (M1)
中間電動車。制御装置、蓄電池などを搭載する。
2400形 (M2)
中間電動車。制御装置、蓄電池などを搭載する。
2300形は、将来的な増結のため欠番となっている。

## 運行路線
- 東西線